# Emberiza
Emberiza – rodzaj ptaków z rodziny trznadli (Emberizidae).

## Zasięg występowania
Rodzaj obejmuje gatunki występujące w Eurazji i Afryce.

## Morfologia
Długość ciała 15–19 cm; masa ciała 13–67 g. Mają silne dzioby, które służą im do miażdżenia ziaren, stanowiących ich główny pokarm. Większość gatunków ma charakterystyczny tylko dla siebie wzór upierzenia na głowie.

## Systematyka

### Etymologia
- Emberiza: nazwa Embritz oznaczająca w gwarze schwyzertüütsch ptaka z rodziny trznadli, od staroniemieckiego Ammer „trznadel”[6].
- Miliaria: epitet gatunkowy Emberiza miliaria Linnaeus, 1766; łac. miliaria „typ ptaka, być może trznadla, podtuczonego by podać na stół”, od milium „proso, którym żywiono ptaki”[7]. Gatunek typowy: Emberiza miliaria Linnaeus, 1766 (= Emberiza calandra Linnaeus, 1758).

### Podział systematyczny
Do rodzaju należą następujące gatunki:
- Emberiza calandra Linnaeus, 1758 – potrzeszcz
- Emberiza fucata Pallas, 1776 – trznadel rdzawouchy
- Emberiza koslowi Bianchi, 1904 – trznadel tybetański
- Emberiza jankowskii Taczanowski, 1888 – trznadel Jankowskiego
- Emberiza cioides von Brandt, 1843 – trznadel łąkowy
- Emberiza cia Linnaeus, 1766 – głuszek
- Emberiza godlewskii Taczanowski, 1874 – trznadel Godlewskiego
- Emberiza buchanani Blyth, 1845 – trznadel skalny
- Emberiza cineracea C.L. Brehm, 1855 – trznadel popielaty
- Emberiza caesia Cretzschmar, 1827 – trznadel modrogłowy
- Emberiza hortulana Linnaeus, 1758 – ortolan
- Emberiza cirlus Linnaeus, 1766 – cierlik
- Emberiza stewarti (Blyth, 1854) – trznadel srebrnogłowy
- Emberiza citrinella Linnaeus, 1758 – trznadel zwyczajny
- Emberiza leucocephalos S.G. Gmelin, 1771 – trznadel białogłowy